# Рабство в Вавилоне и Ассирии
О рабстве на берегах Тигра и Евфрата мы можем составить себе ясное представление благодаря множеству дошедших до нас памятников права: контрактов, сделок, купчих и т. д.
В древних южновавилонских государствах рабы считались вещью; при перечислениях их ставилось: «голова». Набирались рабы из военнопленных и из туземцев, так как отец мог продать непокорного сына, муж — жену; может быть, та же участь постигала и неоплатных должников. Рабы передавались по наследству, давались в приданое, дарились и продавались. Цена была низкая: от 10 сиклей для раба и от 4,5 сиклей для рабыни. Число рабов было незначительно; в отдельных хозяйствах не встречается более 4 рабов. Отношения к господам были патриархальны и даже родственны; нередки случаи освобождений и усыновлений; рабыни были всегда наложницами, и господин был обязан воспитывать их детей.
Долговое рабство в древневавилонском царстве было весьма распространено, должник был обязан был либо отрабатывать долг лично, либо за него должны были трудиться дети. Кодекс Хаммурапи (XVIII век до н. э.) ограничил продолжительность долговой кабалы тремя годами. В целом кодекс охранял права собственности рабовладельцев; давая некоторые льготы свободным беднякам, закон был беспощаден к рабам.
В новоассирийский период (X—VII вв. до н. э.) раннее рабовладельческое общество с его патриархальным рабством начинает приближаться к формам античного рабовладения. Долговое рабство утрачивает своё значение как источник рабовладения, место порабощения соотечественников занимает захват рабов в завоевательных войнах.
В Ассирии рабы уже не считались по головам; документы изредка называют их «amelu» — людьми. Постоянные завоевания обусловили переполнение рынка пленными рабами; встречается уже до 27 рабов в одном хозяйстве. С другой стороны, накопление в Ниневии богатств повлекло за собой вздорожание рабов; цены на рабов поднялись до 16 сиклей — 1,5 мины. Отношение к рабам и здесь было милостиво: рабы имели свою семью (даже по нескольку жён), свои капиталы.
В Новом Вавилоне мы находим особые классы храмовых и царских рабов, которые пользовались большими правами и бывали нередко богаты. От свободных они отличались наличием клейма.  Цены были ниже ассирийских (⅓—1⅓ мины), но при персидском владычестве значительно поднялись, доходя иногда до 2 мин с лишком. Господа нередко отдавали рабов в обучение мастерству, чтобы потом иметь доходы от их труда; рабы служили также предметом залога. Считаясь бесправными в доме господина и переходя из рук в руки вместе с землёй, они, однако, не были лишены политических прав и могли занимать должности, пользовались покровительством законов по отношению к третьим лицам и могли вести против них тяжбы. Имея право делать сбережения, они были обязаны платить господам оброк, могли самостоятельно вести денежные дела, покупать недвижимую собственность, жить в своих домах, вступать в товарищества для предприятий и т. п. Нередко господа давали рабам деньги для операций, в которые не хотели входить лично, но от которых хотели получить выгоды. При таких условиях неудивительно, что в Вавилоне попадались рабы, обладавшие большими состояниями.